# Джермейн Дюпрі

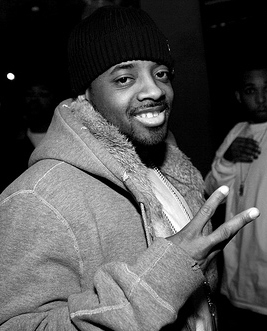
Жермен Дюпрі

Жермен Дюпрі (англ. Jermaine Dupri, нар. 23 вересня 1972) — американський репер і музичний продюсер. В 2004 i 2004 працював з Ашером та Мерая Кері над їх альбомами, «Confessions» i «The Emancipation of Mimi». 
Видав 4 власні альбоми:
- 1996: 12 Soulful Nights of Christmas
- 1998: Life in 1472
- 2001: Instructions
- 2005: Jermaine Dupri Presents…Young, Fly & Flashy, Vol. 1